# 埼玉県立本庄高等学校
埼玉県立本庄高等学校（さいたまけんりつほんじょうこうとうがっこう）は、埼玉県本庄市柏にある男女共学の高等学校。通称「本高」（ほんこう）。

## 概要
浦和・熊谷・川越・春日部の旧制中学ナンバースクールの後、官立（公立）としては五番目の旧制中学として1922年（大正11年）に設立された。新制高等学校への移行ののち、県立本庄女子高等学校（旧制本庄高等女学校）を統合し、共学化された。
埼玉県の高等学校後期再編整備計画により、2013年（平成25年）4月より埼玉県立本庄北高等学校を統合した。
2017年卒業生の主な進路状況は、大学へ77％(241名)、専門学校へ18％(54名)となっている。

## 沿革
- 1922年4月8日 - 埼玉県本庄中学校を開校。
- 1948年4月1日 - 学制改革により埼玉県立本庄高等学校となる。
- 1948年9月1日 - 定時制課程を設置。
- 1950年7月1日 - 本庄女子高等学校を統合。
- 2002年11月22日 - 創立80周年及び記念事業（記念碑等）の完成。
- 2012年-創立90周年記念式典及び記念行事を挙行
- 2013年3月31日-埼玉県立本庄北高等学校を統合
- 2013年4月1日-埼玉県立本庄北高等学校を3月31日付で統合し、新制埼玉県立本庄高等学校として再編。進学重視型単位制高等学校として新しくスタートした。

## 教育組織
- 全日制
  - 普通科

- 定時制
  - 普通科

## 教育目標
- 自主自律の精神を育み、知・徳・体の調和のとれた教育をおこなう。

## 目指す学校像
- 活力ある進学校

## 校風
個性を伸ばし世界にはばたく人材を育成するという理念の下、自主・自律、文武両道の学校生活を送っている。県下有数の広大なキャンパスを擁し充実した環境のもと学校生活を送ることができる。

## 制服
男子は詰め襟学生服、女子はセーラー服。セーラー服はエンジのスカーフを巻いて中央で結ぶタイプである。（平成25年度より全学年制服化。昭和40年代後半から平成24年度までは服装の自由が認められていた）

## 学校行事
- 新入生歓迎ハイク、球技大会、柏樹祭（文化祭＋体育祭）、修学旅行（2年次）、マラソン大会などが行われる。
- 国際交流を目的とし、オーストラリアのエッセンドンキーローカレッジ Essendon Keilor Collegeと相互交流を行っている。

## 進学重視型単位制高等学校
- 埼玉県内の進学重視型単位制高等学校

東部：不動岡高校、南部：（県立）浦和高校である。平成25年度から、西部で豊岡高校、北部で本庄高校が再編整備による進学重視型単位制高等学校になった。
- カリキュラム

本庄高校独自の科目を多数設定し、あらゆる進路実現を具現化できるようにしている。特に「探究〜」と科目名が付いた講座は、より深い学びにより大学受験のための知識を身につけられるものである。

## 授業
週34時間の授業が行われている。月曜日・水曜日が7限授業、隔週土曜日授業（第２、第４土曜を公開授業とする）を行い、週あたり34時間授業を実施。

### 特進クラス
正式名称は「国公立・難関私大クラス」。指定校推薦やAO入試などの入試方式で受験するのではなく、一般受験での受験を目標とするクラスである。本高の特進は部活動や行事・委員会・生徒会活動などでも活躍できる機会がある
- スーパー講義

都内に本部を置く「早稲田予備校」本部から有名講師を派遣して頂き、第1・第3土曜日+長期休業中で、年間20日の受験向けの講義を実施している
- 特進学習合宿

筑波大学のキャンパス、国立女性教育会館などで実施。
- 特進クラス保護者会

年2〜3回実施。

## 研究指定
- 埼玉県の研究指定等
進学力グレードアップ推進事業（平成23、24、25年度）→英数国の大学入試センター試験の点数UPを目標とする事業
未来を拓く「学び」推進事業（平成24、25、26年度）→次世代の学びスタイル「協調学習」を、東京大学と連携して研究推進する埼玉県の施策プロジェクト
ボランティア・プロジェクト→東日本大震災後の東北復興支援を行う取組
サイエンスアカデミー→理科教育の振興を目指し、県内の大学や施設と連携し、学びを深める
- 国の研究指定等
外部検定による英語能力調査（平成24年度から5カ年）→年1回、3年生を対象として、リーディング、リスニング、ライティング、スピーキングの4技能の向上度を測り、英語能力の伸びをはかる事業

## クラブ

### 運動部
- 卓球部
- 弓道部
- 剣道部
- 硬式野球部
- 男子サッカー部
- 男子バレーボール部
- 女子サッカー部
- 女子ソフトテニス部
- 男子バスケットボール部
- 女子バスケットボール部
- 女子硬式テニス部
- 男子硬式テニス部
- 男子軟式テニス部
- 女子軟式テニス部
- 陸上競技部
- 体操部
- ワンダーフォーゲル部

### 文化部
- 吹奏楽部
- 演劇部
- 地学部
- 美術部
- 書道部
- 茶道部
- 生物部
- English
- 新聞部
- 考古学部

## 設備
- 本庄高校の主な校舎はホームルーム棟、管理棟、特別教室棟、セミナー棟がある。

その他、新館普通教室棟（4階建て）、体育館、武道館、メイングラウンド、サブグラウンド、テニスコート8面、プール、部室棟、合宿所、食堂などがある。
セミナー棟は平成25年度より使用。1階が図書館、2階がセミナー室兼大ホールである。
- 施設改修
平成24年度：HR棟リニューアル工事及びセミナー棟竣工
平成25年度：特別教室棟リニューアル工事、合宿棟及び定時制ホール等内装工事
- ：平成26年度：管理棟リニューアル工事

## 交通
- JR高崎線本庄駅より徒歩15分

## 著名な関係者

### 出身者
- 松本鶴雄 - 文芸評論家
- 船戸安之 - 作家
- 関口芙沙恵 - 小説家
- 小林哲也 - 熊谷市長
- 小島進 - 前埼玉県議会議員、深谷市長
- 和地仁美 - 元東大和市議会議員、東大和市長
- 中林美恵子 - 早稲田大学教授、政治学　元衆議院議員、元米議会公務員（共和党）
- 福島義久 - 慶應義塾大学教授、経済学
- ジード飯島 - 聖飢魔IIの2代目ドラマー
- 白根ゆたんぽ - イラストレーター
- 古今亭志ん丸 (3代目) - 落語家
- 藤原敬典 - 総合格闘家
- 川上葉月 -フルート奏者

### ゆかりの人物
- 伊吹知勢 -  本庄女子高等学校教諭、お茶の水女子大学名誉教授